# Taylor, British Columbia
Taylor este un orașel district din nord-estul Columbiei Britanice, Canada, situat la mila 36 pe șoseaua Highway Alaska. 
Orașul se află la altitudinea de 500 m deasupra n.m., el se întinde pe o  suprafață de 16.61 km² și are în 2006 ca. 1380 locuitori.
Orașul se află pe o terasă de 60 m deasupra malul nordic al râului Pace. Primul colonist, trapperul Herbert Taylor a sosit în 1911, în regiune. Orașul este încorporat în anul 1958. De atunci, Taylor a rămas un oraș mic, chiar dacă s-a dezvoltat aici o bază industrială importantă. Taylor a devenit gazda anuală  a campionatelor mondiale Invitational clasa "A" Gold Panning  și a CBC -ului "Village on a Diet" un program de televiziune televiziune din Canada.